# KH Sanok

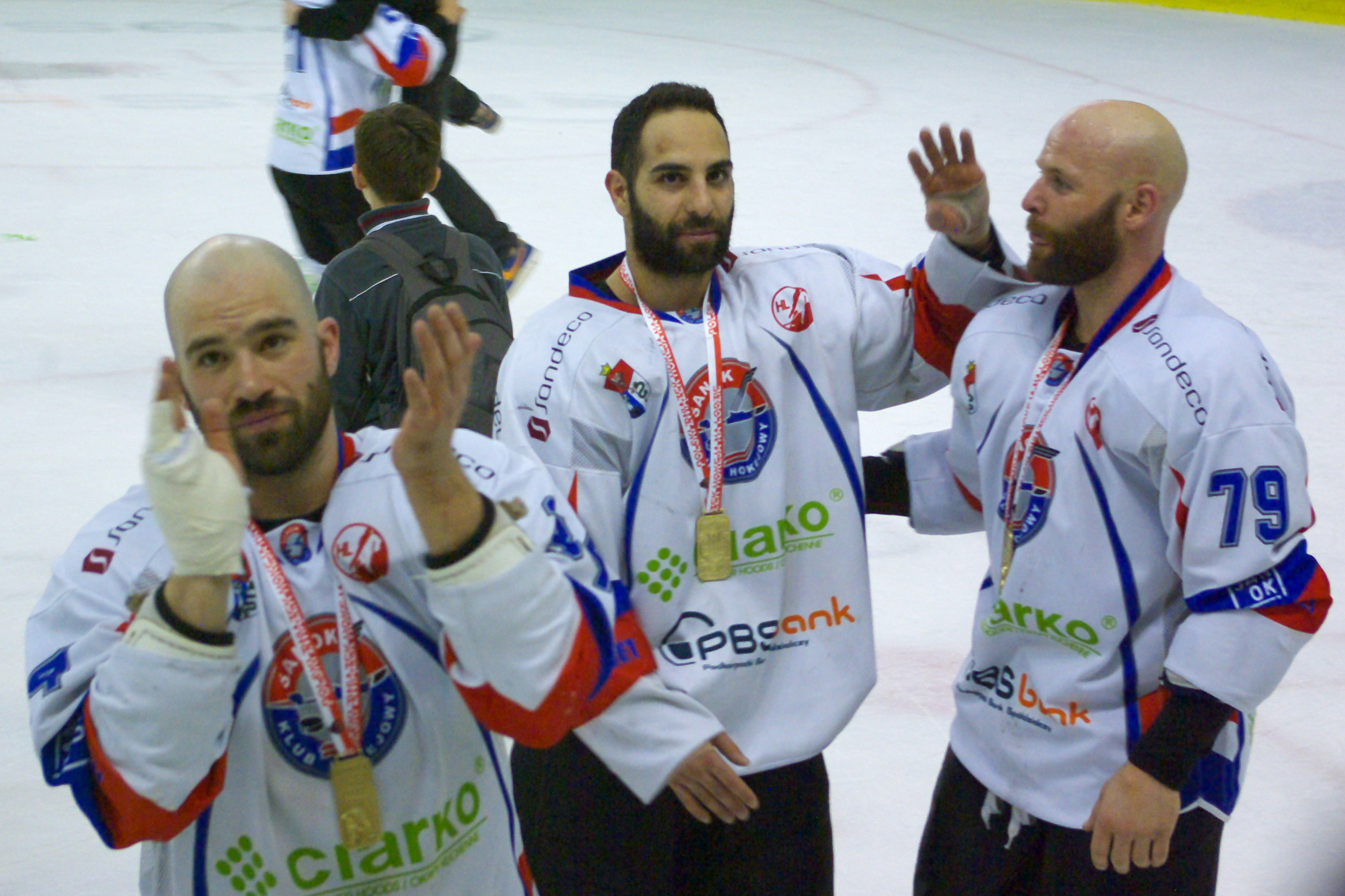
Hockey Club Sanok - Arena-Sanok (Mar. 2014)

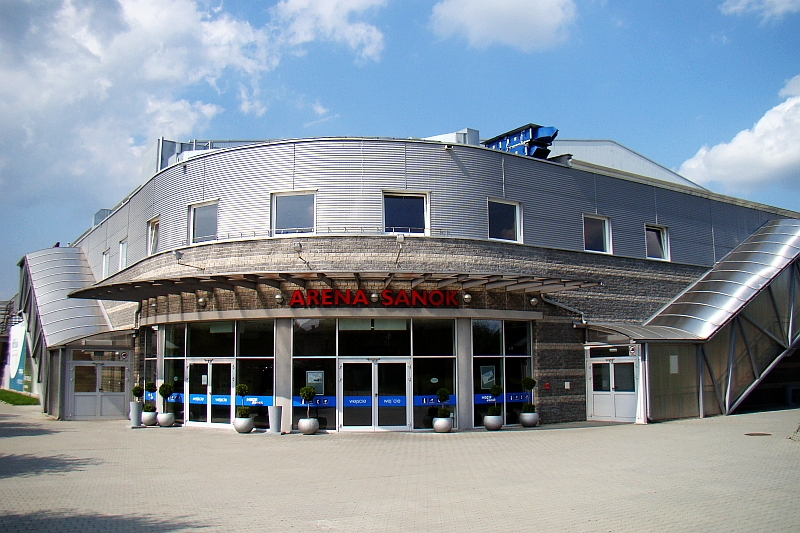
Spielstätte des KH Sanok, die Arena Sanok

Ciarko KH 58 Sanok ist eine polnische Eishockeymannschaft aus Sanok, die 1958 gegründet wurde und in der Polska Hokej Liga spielt.

## Geschichte
Der KH Sanok wurde 1958 als RKS Sanoczanka gegründet und hat seitdem mehrfach seinen Vereinsnamen gewechselt. Nach nur zwei Jahren nahm das Team den Namen Stal Sanok an, den es bis 1991 beibehielt. Weitere Namen waren STS Sanok, STS-Autosan Sanok, SKH Sanok und seit 2001 nun KH Sanok. Nach dem Abstieg aus der Ekstraliga in der Saison 2000/01 als Tabellenachter dauerte es zwei Jahre bis zum Wiederaufstieg als Vizemeister der 1. Liga in der Saison 2002/03. Mit Ausnahme der ersten Saison nach dem Wiederaufstieg, in der man Zweiter wurde, gehörte Sanok zunächst zu den schwächeren Teams der letzten Jahre und spielte stets um Rang 7 bis 9 der zehn Teilnehmer. Erst als 2010 die polnische Nationalstürmer Krystian Dziubiński und Tomasz Malasiński zum Team aus dem Karpatenvorland stießen, änderte sich dies. 2011 konnte erstmals der polnische Pokalwettbewerb gewonnen werden. Ein Jahr später gelang nicht nur die Titelverteidigung im Pokal, sondern auch der Gewinn der Meistertitels in der Ekstraliga. 2013 konnte zwar die Reguläre Ligasaison gewonnen werden, in den Playoffs scheiterte Sanok bereits im Halbfinale am KS Cracovia aus Krakau. Im Folgejahr reichte es dann zwar nur zu Platz zwei in der Hauptrunde, im Finale der Playoffs konnte dann jedoch der Hauptrundensieger GKS Tychy bezwungen werden, so dass die Mannschaft ihren zweiten Meistertitel errang. Nach der Spielzeit 2015/16 zog sich die Mannschaft vom Spielbetrieb zurück.
Ab 2017 nahm der Club an der 2. Liga der Slowakei (dritthöchste Spielklasse) teil, wechselte aber Anfang der 2020er Jahre in die Polska Hokej Liga zurück.

## Erfolge
- Aufstieg in die Ekstraliga: 1976, 1992, 2003
- Pokalsieger: 2011, 2012
- Polnischer Meister: 2012, 2014

## Stadion
Die Heimspiele des KH Sanok werden in der 2006 fertiggestellten Arena Sanok in Sanok ausgetragen. Die Eishalle fasst bis zu 5.000 Zuschauer.